# Susaki

Susaki (japanska: 須崎市?, Susaki-shi) är en stad i Kōchi prefektur i Japan. Staden fick stadsrättigheter 1954.